# Calloplesiops altivelis
Calloplesiops altivelis (Steindachner, 1903) è un pesce marino della famiglia Plesiopidae.

## Biologia
Si tratta di un pesce carnivoro, che può raggiungere i 20 cm di lunghezza; la durata media della vita di un individuo è di nove anni.

## Distribuzione e habitat
La specie è attestata nell'oceano Indiano e nell'oceano Pacifico, oltre che nel mar Rosso.